# Wooden Leg
Kâhamâxéveóhtáhe o Wooden Leg (en inglés, Pierna de Madera o Pata de Palo; c. 1858 - 1940) fue un amerindio cheyenne del norte de las Grandes Llanuras en los Estados Unidos. Nació en la zona de las Colinas Negras, cerca del río Cheyenne. Era hijo de Muchas Heridas de Bala (también llamado Búfalo Blanco sacudiendo el polvo) y su esposa Pluma de Águila en la frente. Tenía tres hermanos (Viento Fuerte, Cabello Amarillo y Gemelo) y dos hermanas (Nariz Torcida y Mujer Dedos). De niño, era llamado Come de su Mano. Heredó el nombre de Pata de Palo de su tío, un crow adoptado por la familia de Pluma de Águila en la Frente. Su nombre es interpretado de manera extendida como Hombre que camina como si sus piernas fueran de madera, es decir, significa que era capaz de caminar largas distancias sin parar. Solo su sobrino adoptivo era capaz de seguirlo en sus interminables paseos, así que los amigos de Come de su Mano empezaron a llamarlo igual que su tío adoptivo por diversión y al final tomó el nombre como propio. Durante su infancia y juventud, vivió con su tribu como cualquier indígena de las llanuras, vagando por su territorio cazando y luchando con tribus enemigas, en particular crows y shoshones. Fue miembro de la sociedad guerrera llamada Elkhorn Scrapers desde los catorce años y destacaba por su gran estatura: con setenta años, aun medía 1,91 m. Participó en la batalla de Little Big Horn en 1876. Se rindió el año de 1877 en el fuerte Robinson y fue luego enviado junto a otros cheyennes al Territorio Indio. Posteriormente trabajó como explorador en el fuerte Keogh en 1889, donde también sirvió como juez tribal. Su nombre fue cambiado a Richard Woodenlegs cuando se bautizó en 1908. Creía que blancos e indios veneraban al mismo dios, pero con nombres diferentes. Tuvo dos hijas que murieron jóvenes y entonces él y su esposa adoptaron a un sobrino, hijo de una de sus hermanas, John White Wolf. Sus memorias fueron relatadas a Thomas B. Marquis en 1903 y publicadas en el libro A warrior who fought Custer en 1931.